# Puerphorus
Puerphorus is een geslacht van vlinders van de familie vedermotten (Pterophoridae).

## Soorten
- P. dactilographa Turati, 1927
- P. olbiadactylus (Millière, 1859)